# Symfonie nr. 4 (Górecki)
Henryk Górecki was van plan zijn Symfonie nr. 4 te voltooien in 2009/2010. Het zou zijn eerste symfonie zijn na zijn op commercieel vlak uiterst succesvolle derde uit 1976. Op verzoek van het London Philharmonic Orchestra en het Los Angeles Philharmonic Orchestra en de ZaterdagMatinee begon Górecki te schrijven, maar zijn zwakke gezondheid speelde hem parten. De première zou plaatsvinden op 17 april 2010 In Londen door het LPO onder leiding van Marin Alsop. Echter in januari 2010 was al bekend, dat de componist het werk niet af zou kunnen krijgen. Górecki’s vierde zou tijdens het aprilconcert begeleid worden door het tweede vioolconcert van Philip Glass en Texan Tenebrae, een nieuw werk van Mark-Anthony Turnage.
De Nederlandse première was toebedeeld aan het Radio Philharmonisch Orkest onder leiding van Jaap van Zweden op 5 juni 2010 in het Concertgebouw in Amsterdam. Van de originele programmering bleef weinig over: het Litania van Karol Szymanowski werd vervangen door diens Stabat Mater; Górecki’s vierde door diens derde en ook Van Zweden moest afzeggen; hij werd vervangen door Michal Dworzinky.
Op 12 november 2010 overleed te componist zonder het werk te voltooien.